# El Cruce de Vega
El Cruce de Vega es un caserío peruano ubicado en el distrito de Tambogrande, perteneciente a la provincia y departamento de Piura, al norte del Perú. 

## Ubicación
El Cruce de Vega se ubica al noreste de la provincia de Piura, en el distrito de Tambogrande, en el departamento de Piura.

## Demografía
En 2017 El Cruce de Vega tenía una población de 680 habitantes.
| Gráfica de evolución demográfica de El Cruce de Vega entre 1993 y 2017 |
|                                                                        |
| Fuentes: Población 1993 y 2017                                         |